# Équipe de Serbie masculine de basket-ball
Cet article traite de l'équipe masculine. Pour l'équipe féminine, voir Équipe de Serbie féminine de basket-ball.
Maillots
L’équipe de Serbie de basket-ball est une sélection nationale qui rassemble les meilleurs joueurs de basket-ball serbes. Elle est placée sous l'égide de la Fédération serbe de basket-ball (Košarkaški Savez Srbije).

## Histoire
Les Serbes sont une des nationalités qui composait la Yougoslavie. L'équipe de Serbie est l'héritière officielle de la Yougoslavie en termes de palmarès depuis 1936. C'est aussi pour cette raison que la Serbie n'a pas eu besoin de s'affilier à la FIBA au moment de la création de l'équipe nationale. Elle hérite de toutes les statistiques depuis 1936,.
L'équipe de l'ex-Yougoslavie est connue comme l'une nation dominante du basket-ball européen. Elle est également la seule nation, avec l'URSS, à avoir été  capables de tenir tête aux Américains pendant de nombreuses années.
L’équipe yougoslave était en fait, en général, composée par des joueurs serbes et croates.
À partir des années 1960, les Yougoslaves, puis les Serbes, sont au sommet du basket-ball mondial.
Jusqu'en 1991, les Serbes faisaient partie de l'équipe nationale de la Yougoslavie. Après la sécession de la Croatie, de la Bosnie-Herzégovine, de la Macédoine et de la Slovénie, fut créé un nouvel État, la république fédérale de Yougoslavie, formée de deux républiques : la Serbie et le Monténégro. À partir de 1991, l'équipe « yougoslave », puis l'équipe de Serbie-et-Monténégro, est en très grande majorité composée de joueurs d'origine serbe.
Dans les années 1990, la Serbie perd son statut d'équipe majeure, le pays est partie prenante dans plusieurs guerres (guerre de Bosnie, guerre de Croatie, guerre du Kosovo) et soumis à un embargo par l'ONU. Ensuite, les meilleurs joueurs serbes qui jouent à l'étranger (principalement NBA, Grèce et Espagne) rechignent à rejoindre la sélection nationale pour des questions monétaires ou des divergences avec les entraîneurs et la fédération.
En 2008, Dušan Ivković est nommé entraîneur de la sélection serbe. La nomination de cet entraîneur réputé sur la scène européenne et internationale, vise clairement à redorer le blason de l'équipe qui fut pendant de nombreuses années l'une des meilleures du monde, et qui se concrétise encore dans les sélections de jeunes où les sélections serbes accumulent les médailles européennes et mondiales.
En vue du championnat d'Europe 2009, Ivković mise sur une équipe très jeune : 22,3 ans de moyenne avec de nombreux joueurs nés entre 1986 et 1989 : Raduljica, Teodosić, Tepić, Veličković, Mačvan, Tripković, Marković, Bjelica, Paunić et l'aide de Nenad Krstić et Kosta Perović.
La Serbie réussit à se hisser en finale avant de perdre face à l'Espagne de Pau Gasol (qu'elle avait battu lors de son entrée dans la compétition), impulsant ainsi le renouveau du basket-ball serbe.
Lors du championnat du monde 2010, la Serbie finit première de son groupe et bat la Croatie puis l'Espagne en huitième et quart de finale. Elle s'incline en demi-finale contre la Turquie, pays hôte de la compétition.
Lors du championnat d'Europe 2011 et le championnat d'Europe 2013, la Serbie s'incline en quart de finale. Ces deux échecs mènent au remplacement du sélectionneur Ivković et la nomination d'Aleksandar Đorđević.
Lors de la coupe du monde 2014 organisée en Espagne, la Serbie revient sur les devants de la scène intercontinentale en terminant à la deuxième place derrière les États-Unis. La Serbie commencent mal le tournoi en ne finissant que quatrième de son groupe, mais se hisse en finale notamment grâce au jeu proposé par Teodosić, Raduljica, Bogdanović et Bjelica.
En août 2021, la Serbie échoue à se qualifier lors du tournoi de qualification olympique disputé à domicile. Igor Kokoškov quitte son poste d'entraîneur de la sélection serbe en septembre 2021 et est remplacé par Svetislav Pešić peu après.

## Résultats

### Palmarès
| Compétitions mondiales                                                                                 | Compétitions continentales               |
| --- | ---------------------------------------- |
| - Jeux olympiques - Finaliste en 2016 - Troisième en 2024 - Coupe du monde - Finaliste en 2014 et 2023 | - EuroBasket - Finaliste en 2009 et 2017 |

### Parcours en compétitions internationales

#### Jeux olympiques
| Année | Position                 |      | Année                             | Position     |               | Année | Position |
| 1936  | Membre de la Yougoslavie | 1976 | Membre de la Yougoslavie          | 2008         | Non qualifiée |       |          |
| 1948  | Membre de la Yougoslavie | 1980 | Membre de la Yougoslavie          | 2012         | Non qualifiée |       |          |
| 1952  | Membre de la Yougoslavie | 1984 | Membre de la Yougoslavie          | 2016         | Finaliste     |       |          |
| 1956  | Membre de la Yougoslavie | 1988 | Membre de la Yougoslavie          | 2020         | Non qualifiée |       |          |
| 1960  | Membre de la Yougoslavie | 1992 | Membre de la Serbie-et-Monténégro | 2024         | Troisième     |       |          |
| 1964  | Membre de la Yougoslavie | 1996 | Membre de la Serbie-et-Monténégro | 2028         | -             |       |          |
| 1968  | Membre de la Yougoslavie | 2000 | Membre de la Serbie-et-Monténégro | 2032         | -             |       |          |
| 1972  | Membre de la Yougoslavie | 2004 | Membre de la Serbie-et-Monténégro | Pays inconnu | -             |       |          |

#### Coupe du monde
| Année | Position                 |      | Année                             | Position |           | Année | Position |
| 1950  | Membre de la Yougoslavie | 1982 | Membre de la Yougoslavie          | 2014     | Finaliste |       |          |
| 1954  | Membre de la Yougoslavie | 1986 | Membre de la Yougoslavie          | 2019     | 5e        |       |          |
| 1959  | Membre de la Yougoslavie | 1990 | Membre de la Yougoslavie          | 2023     | Finaliste |       |          |
| 1963  | Membre de la Yougoslavie | 1994 | Membre de la Serbie-et-Monténégro | 2027     | -         |       |          |
| 1967  | Membre de la Yougoslavie | 1998 | Membre de la Serbie-et-Monténégro |          | -         |       |          |
| 1970  | Membre de la Yougoslavie | 2002 | Membre de la Serbie-et-Monténégro |          |           |       |          |
| 1974  | Membre de la Yougoslavie | 2006 | Membre de la Serbie-et-Monténégro |          |           |       |          |
| 1978  | Membre de la Yougoslavie | 2010 | 4e                                |          |           |       |          |

#### EuroBasket
| Année | Position                 |      | Année                             | Position     |                                   | Année | Position |
| 1935  | Membre de la Yougoslavie | 1969 | Membre de la Yougoslavie          | 1999         | Membre de la Serbie-et-Monténégro |       |          |
| 1937  | Membre de la Yougoslavie | 1971 | Membre de la Yougoslavie          | 2001         | Membre de la Serbie-et-Monténégro |       |          |
| 1939  | Membre de la Yougoslavie | 1973 | Membre de la Yougoslavie          | 2003         | Membre de la Serbie-et-Monténégro |       |          |
| 1946  | Membre de la Yougoslavie | 1975 | Membre de la Yougoslavie          | 2005         | Membre de la Serbie-et-Monténégro |       |          |
| 1947  | Membre de la Yougoslavie | 1977 | Membre de la Yougoslavie          | 2007         | 14e                               |       |          |
| 1949  | Membre de la Yougoslavie | 1979 | Membre de la Yougoslavie          | 2009         | Finaliste                         |       |          |
| 1951  | Membre de la Yougoslavie | 1981 | Membre de la Yougoslavie          | 2011         | 8e                                |       |          |
| 1953  | Membre de la Yougoslavie | 1983 | Membre de la Yougoslavie          | 2013         | 7e                                |       |          |
| 1955  | Membre de la Yougoslavie | 1985 | Membre de la Yougoslavie          | 2015         | 4e                                |       |          |
| 1957  | Membre de la Yougoslavie | 1987 | Membre de la Yougoslavie          | 2017         | Finaliste                         |       |          |
| 1959  | Membre de la Yougoslavie | 1989 | Membre de la Yougoslavie          | 2022         | 9e                                |       |          |
| 1961  | Membre de la Yougoslavie | 1991 | Membre de la Yougoslavie          | 2025         | -                                 |       |          |
| 1963  | Membre de la Yougoslavie | 1993 | Membre de la Serbie-et-Monténégro | 2029         | -                                 |       |          |
| 1965  | Membre de la Yougoslavie | 1995 | Membre de la Serbie-et-Monténégro | Pays inconnu | -                                 |       |          |
| 1967  | Membre de la Yougoslavie | 1997 | Membre de la Serbie-et-Monténégro | Pays inconnu | -                                 |       |          |

## Équipe actuelle
Effectif de la Serbie pour les Jeux olympiques de Paris 2024 :